# St. Friedrich (Friedrichsdorf)
Sankt Friedrich ist eine katholische Pfarrkirche im ostwestfälischen Friedrichsdorf, einem Ortsteil von Gütersloh in Nordrhein-Westfalen, Deutschland. Die Kirche gehört zum Pastoralverbund Avenwedde-Friedrichsdorf des Dekanats Rietberg-Wiedenbrück im Erzbistum Paderborn.
Die schlichte neugotische Hallenkirche mit Westturm und polygonalem Chor ist eine der frühesten neugotischen Kirchenbauten in Westfalen. Von der zeitgenössischen Ausstattung blieben nur Reste erhalten.
Die Kirche verfügt über eine Orgel der Firma Franz Breil.

## Geschichte
Im Jahr 1793 entstand eine römisch-katholische Gemeinde im 1786 gegründeten Friedrichsdorf. 1804 wurde der erste Bau einer katholischen Pfarrkirche fertiggestellt. Die Kirchweihe war am Michaelisfest.
Von 1863 bis 1866 wurde sie durch einen größeren Neubau ersetzt, der nach einem 1854 vom in der Zwischenzeit verstorbenen Architekten Conrad Niermann erstellten Entwurf ausgeführt wurde.
Die Kirche wurde 1984 unter Denkmalschutz gestellt und mit der Denkmalnummer A 033 in die Liste der Baudenkmäler in Gütersloh eingetragen.